# Tirachoidea
Tirachoidea is een geslacht van Phasmatodea uit de familie Phasmatidae. De wetenschappelijke naam van dit geslacht is voor het eerst geldig gepubliceerd in 1893 door Karl Brunner-von Wattenwyl.

## Soorten
Het geslacht Tirachoidea omvat de volgende soorten:
- Tirachoidea biceps (Redtenbacher, 1908)
- Tirachoidea cantori (Westwood, 1859)
- Tirachoidea herberti Hennemann & Conle, 2008
- Tirachoidea inversa (Brunner von Wattenwyl, 1907)
- Tirachoidea jianfenglingensis (Bi, 1994)
- Tirachoidea siamensis Hennemann & Conle, 2008
- Tirachoidea westwoodii (Wood-Mason, 1875)